# Ultex Țăndărei
Ultex Țăndărei este o companie producătoare de ulei vegetal din România. Acționarul majoritar al companiei este Vasile Nițescu, cu 97%.
Ultex procesează anual, aproximativ 175.000 tone de boabe de soia, având o cotă de circa 40% pe piața uleiurilor și a șroturilor de soia. Compania a început producția de biodiesel în anul 2006, aceasta fiind vândută sub brandul Biodil.
Cifra de afaceri în 2006: 46,3 milioane Euro